# Albert Paulsen
Albert Paulsen, właśc. Albert Paulson (ur. 13 grudnia 1925 w Guayaquil, zm. 25 kwietnia 2004 w Los Angeles) – ekwadorsko-amerykański aktor charakterystyczny, który od lat 60. występował w wielu amerykańskich serialach telewizyjnych, grając postacie głównie pochodzenia europejskiego.
Laureat nagrody Emmy za wybitny występ aktora w roli drugoplanowej jako porucznik Wolkowoja w serialu NBC Bob Hope Presents the Chrysler Theatre – odcinku pt. „Jeden dzień z życia Iwana Denisowicza” (1963).

## Życiorys
Urodził się w Guayaquil w Ekwadorze jako syn Zoili (z domu Andrade) i finansisty Alfreda Paulsenów. Miał brata Juana. Uczęszczał do niemieckich szkół z internatem, zanim w 1942 przeniósł się do Los Angeles. Podczas II wojny światowej był szeregowcem United States Army. W latach czterdziestych zmienił pisownię nazwiska na Paulsen z Paulson, aby odzwierciedlić oryginalną pisownię rodzinną. Studiował aktorstwo w Neighborhood Playhouse School of the Theatre i Actors Studio.
W 1956 zadebiutował w produkcji off-Broadwayowskiej w tytułowej roli w komedii Molièra Don Juan. W 1958 po raz pierwszy trafił na Broadway w roli żołnierza w sztuce Jeana Cocteau Maszyna piekielna, z którą wystąpił też na off-Broadwayu. Powrócił na Broadway w roli pijanego Polaka Charliego P.S. 19 w przedstawieniu Michaela V. Gazzo Cyrk nocy (1958) u boku Bena Gazzary i w roli Fiodora Ilijicza Kułygina, męża Maszy (Kim Stanley) w sztuce Antona Czechowa Trzy siostry (1964) w reżyserii Lee Strasberga z Geraldine Page. W 1969 zagrał tytułową rolę w produkcji off-Broadwayowskiej Papp.
W latach 60. Paulsena często obsadzano w rolach złowrogich tajnych agentów z obcym akcentem, w tym komunistycznego szpiega Ziłkowa w psychologicznym dreszczowcu politycznym noir Johna Frankenheimera Przeżyliśmy wojnę (The Manchurian Candidate, 1962). W telewizji grał dwóch różnych nazistowskich oficerów w trzech różnych odcinkach stacji ABC Combat! i był gościnnym złoczyńcą w aż pięciu odsłonach serialu CBS Mission: Impossible.
Zmarł 25 kwietnia 2004 w Los Angeles z przyczyn naturalnych w wieku 78 lat. Pochowany został na Cmentarzu Narodowym w Calverton w stanie Nowy Jork.

## Filmografia
- 1962: Przeżyliśmy wojnę (The Manchurian Candidate) jako Ziłkow
- 1962: Nietykalni jako Max Zenner
- 1962–1966: Combat! jako pułkownik Bruener / Dorfmann / generał Von Strelitz / Carl Dorfmann
- 1965: Prawo Burke’a jako James Gunnar Ketterback
- 1966–1970: Mission: Impossible jako Albert Zembra / Eric Bergman / generał Ernesto Neyron / Eric Stavak / Joseph Baresh
- 1969–1980: Hawaii Five-O jako Adrian Cassell / Edmonds / Josef Sarpa / Charley Bombay
- 1975: Starsky i Hutch jako Tom Lockly
- 1977: Aniołki Charliego jako Rabitch
- 1977: Kojak jako Shelley Briscoe
- 1978: Columbo jako Vincent Pauley
- 1978: Wonder Woman jako Crichton
- 1980: Galactica 1980 jako generał Yodel
- 1985: Airwolf jako Szrankow
- 1985: Nieustraszony jako Pan C
- 1988: Szpital miejski jako generał Gastineau